# Villanueva de la Vera
Villanueva de la Vera é um município da Espanha na comarca de La Vera, província de Cáceres, comunidade autónoma da Estremadura. Tem 132 km² de área e em 2021 tinha 2 114 habitantes (densidade: 16 hab./km²).
|                       | \| Limites da comarca de \| \| \| \| Navalonguilla \| Navalonguilla \| Bohoyo \| \| Valverde de la Vera \| \| Madrigal de la Vera \| \| Tiétar \| \| \| |                     |
| Limites da comarca de | |                     |
| Navalonguilla         | Navalonguilla | Bohoyo              |
| Valverde de la Vera   | | Madrigal de la Vera |
| Tiétar                | |                     |

## Demografia
| Variação demográfica do município entre 1991 e 2004 [carece de fontes?] | Variação demográfica do município entre 1991 e 2004 [carece de fontes?] | Variação demográfica do município entre 1991 e 2004 [carece de fontes?] | Variação demográfica do município entre 1991 e 2004 [carece de fontes?] |
| ----------------------------------------------------------------------- | ----------------------------------------------------------------------- | ----------------------------------------------------------------------- | ----------------------------------------------------------------------- |
| 1991                                                                    | 1996                                                                    | 2001                                                                    | 2004                                                                    |
| 2076                                                                    | 2075                                                                    | 1968                                                                    | 2075                                                                    |